# Житница (Варненская область)
Житница (болг. Житница) — село в Болгарии. Находится в Варненской области, входит в общину Провадия. Население составляет 820 человек.

## Политическая ситуация
В местном кметстве Житница, в состав которого входит Житница, должность кмета (старосты) исполняет Марин Христов Демирев (Болгарская социалистическая партия (БСП)) по результатам выборов.
Кмет (мэр) общины Провадия — Георги Стоянов Янев (ДНГ) по результатам выборов.